# ジェーン・ゴールドマン
ジェーン・ゴールドマン（Jane Goldman、1970年6月11日 - ）は、イングランド出身の脚本家、作家、テレビ司会者、モデル。

## 私生活
ロンドンのハマースミスで生まれる。Daily Star のコラムニストをしていた16歳のときにテレビ司会者のジョナサン・ロスと恋愛関係となり、18歳となった1988年に結婚した。1990年代に3人の子をもうけている。

## キャリア
2000年代より、イギリスのテレビシリーズ『Jane Goldman Investigates』などの司会を務めていた。
映画界ではマシュー・ヴォーンとコラボレーションしており、ヴォーン監督作の『スターダスト』、『キック・アス』、『X-MEN:ファースト・ジェネレーション』、さらにヴォーン製作の『ペイド・バック』の脚本を手掛けている。
FANTASIEブラのランジェリー・モデルをしていたこともある。

## フィルモグラフィ
| 年   | 作品名                                                                         | 備考           |
| ---- | ------------------------------------------------------------------------------ | -------------- |
| 2007 | スターダスト Stardust                                                          | 脚本           |
| 2010 | キック・アス Kick-Ass                                                          | 脚本・共同製作 |
| 2010 | ペイド・バック The Debt                                                        | 脚本           |
| 2011 | X-MEN:ファースト・ジェネレーション X-Men: First Class                          | 脚本           |
| 2012 | ウーマン・イン・ブラック 亡霊の館 The Woman in Black                           | 脚本           |
| 2014 | X-MEN:フューチャー&パスト X-Men: Days of Future Past                           | 原案           |
| 2015 | キングスマン Kingsman: The Secret Service                                      | 脚本           |
| 2016 | ミス・ペレグリンと奇妙なこどもたち Miss Peregrine's Home for Peculiar Children | 脚本           |
| 2017 | キングスマン:ゴールデン・サークル Kingsman: The Golden Circle                  | 脚本           |
| 2020 | レベッカ Rebecca                                                               | 共同脚本       |
| 2023 | リトル・マーメイド The Little Mermaid                                          | 共同脚本       |